# Bundesverband Glasindustrie

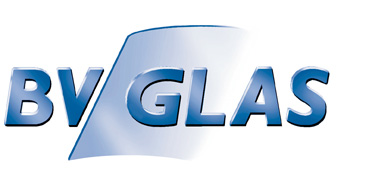
Logo Bundesverband Glasindustrie e.V.

Der Bundesverband Glasindustrie e.V. (kurz BV Glas) ist die Spitzenorganisation der deutschen Glasindustrie. Der Verband repräsentiert rund 80 Prozent der Glas produzierenden Unternehmen in Deutschland und vertritt deren umwelt-, wirtschafts- und energiepolitische Interessen. Dazu zählen Unternehmen der Bereiche Behälterglas, Flachglas, Spezialglas sowie Glasbearbeitung und -veredelung. Es handelt sich um Unternehmen aus Deutschland, aber auch um internationale Unternehmen, die eine Niederlassung in Deutschland haben. Seit November 2015 ist Frank Heinricht, der Vorstandsvorsitzende der Schott AG, Präsident des Bundesverbandes.
Der Verein vereint vier verschiedene Fachgruppen in sich, die die unterschiedlichen Glasbranchen repräsentieren:
- Fachgruppe Behälterglas
- Fachgruppe Flachglasindustrie
- Fachgruppe Gebrauchs- und Spezialglas
- Fachgruppe Glasbearbeitungs- und -veredelungsindustrie

## Aufgaben und Ziele
Eine seiner wichtigsten Aufgaben ist es, Anwender und Entscheider aus Industrie, Handwerk und Handel, aber auch Meinungsführer aus Wissenschaft, Forschung, Politik, Medien sowie Konsumenten mit wichtigen Informationen über die deutsche Glasindustrie und den Werkstoff Glas zu versorgen. Darüber hinaus vertritt der Verband die Interessen seiner Mitgliedsunternehmen in der Öffentlichkeit. Wenn es z. B. um die Erarbeitung gemeinsamer nationaler oder internationaler Normen für die Glasbranche geht, übernimmt er die Koordination und Abstimmung. Die Aufgabe des Bundesverbands ist es ferner, zu zeigen, wie individuell und vielseitig sich der Werkstoff Glas einsetzen lässt. Darüber hinaus ist der Spitzenverband für die deutsche Glas produzierende Industrie ein wichtiger nationaler und internationaler Repräsentant in allen wichtigen wirtschaftspolitischen Bereichen.

## Mitgliedschaften
Der Verband ist Mitglied im Interessenverband Energieintensive Industrien in Deutschland und im Bundesverband der Deutschen Industrie.